# Церковь Святой Анны (Мюнхен)
Монастырская церковь Св. Анны в Леэле (нем. Klosterkirche St. Anna im Lehel) — католическая церковь Св. Анны в Мюнхене. Это первая церковь, возведённая в стиле рококо в Старой Баварии, которая сформировала развитие сакральной архитектуры в Баварии. Она расположена в центре Леэля, напротив неороманской католической приходской церкви Святой Анны в Леэле. 

## Архитектура
Архитектором был Иоганн Михаэль Фишер, а внутреннюю отделку сделали Космас Дамиан Асам, Эгид Квирин Асам и Иоганн Баптист Штрауб. Работа началась в 1727 году в знак благодарности за рождение наследника баварской короны Максимилиана III.
Во время Второй мировой войны, особенно в апреле 1944 года, церковь подвергли бомбардировке, а затем восстановили без неороманских пристроек 19-го века, включая шпили, которые были добавлены для установки в приходской церкви противоположного типа. Вместо этого фасад Фишера был реконструирован в 1968 году, но был перенесен туда, где когда-то располагался неороманский фронт.

## Галерея

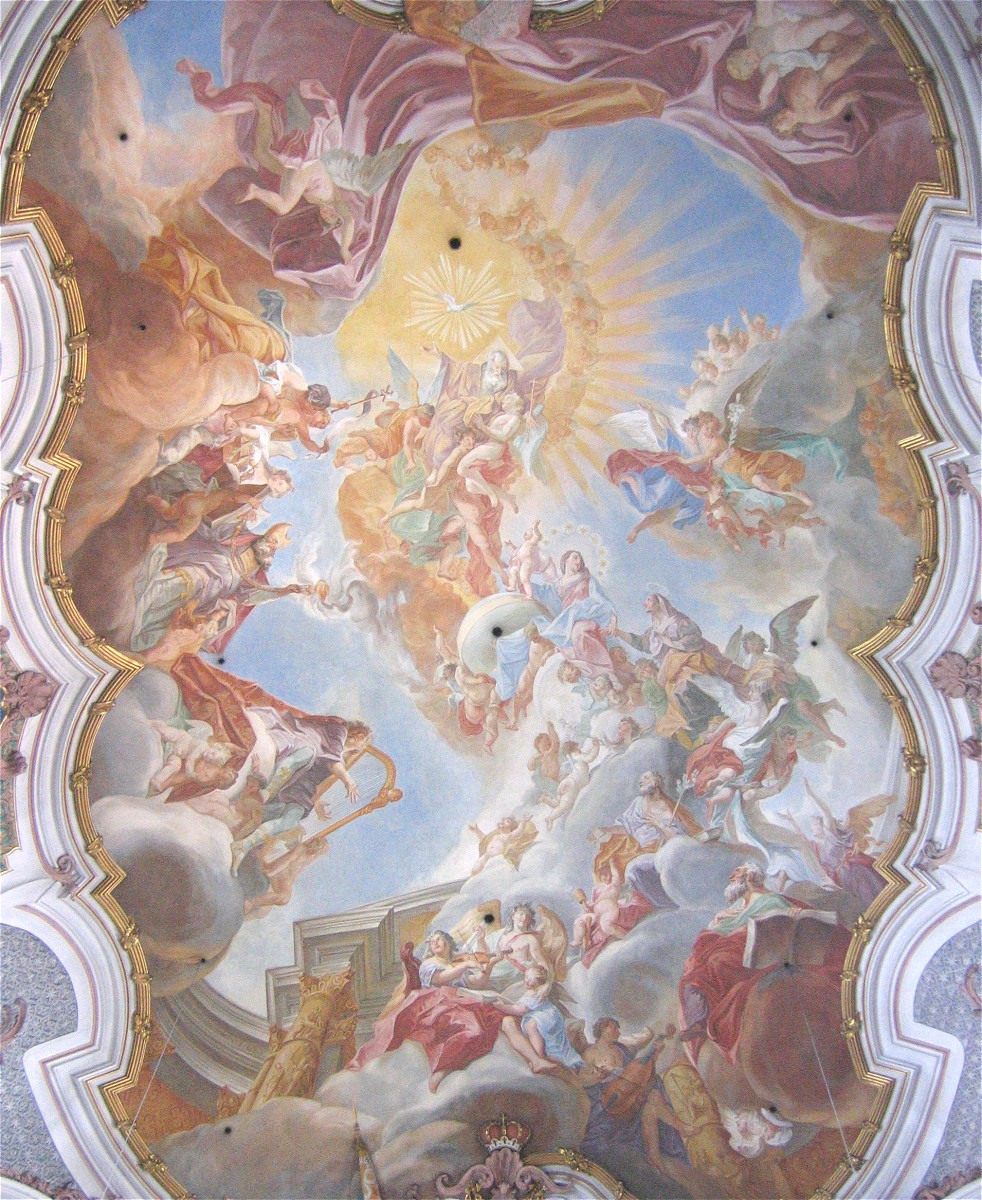
Фреска сводчатого потолка
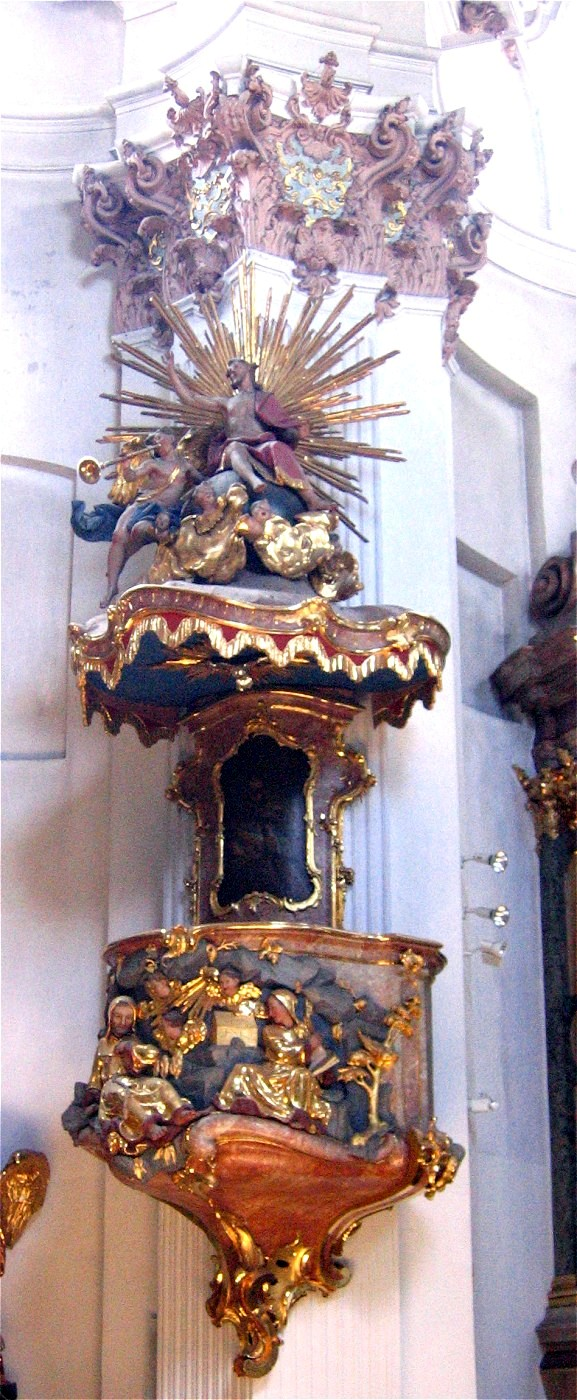
Кафедра, из мастерской И. Б. Штрауба
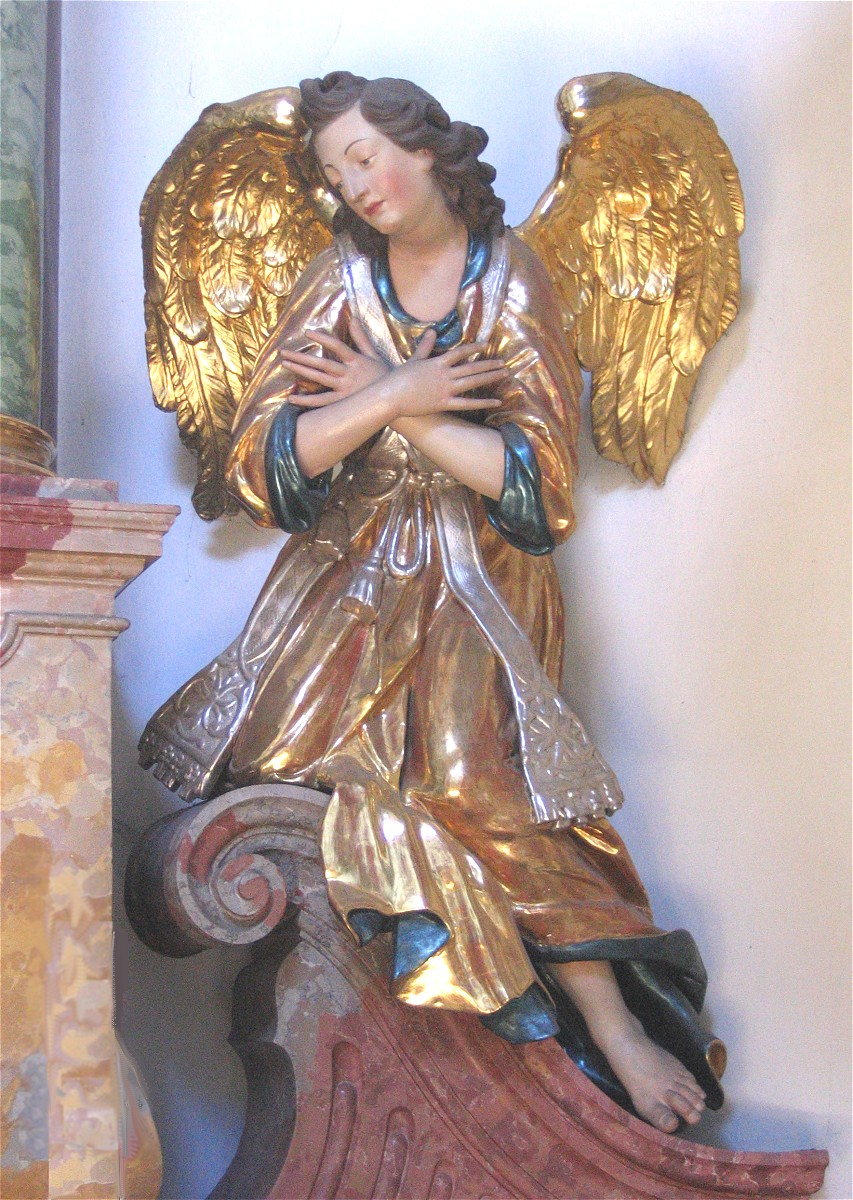
Ангел на крестном алтаре, Эгид Квирин Асам
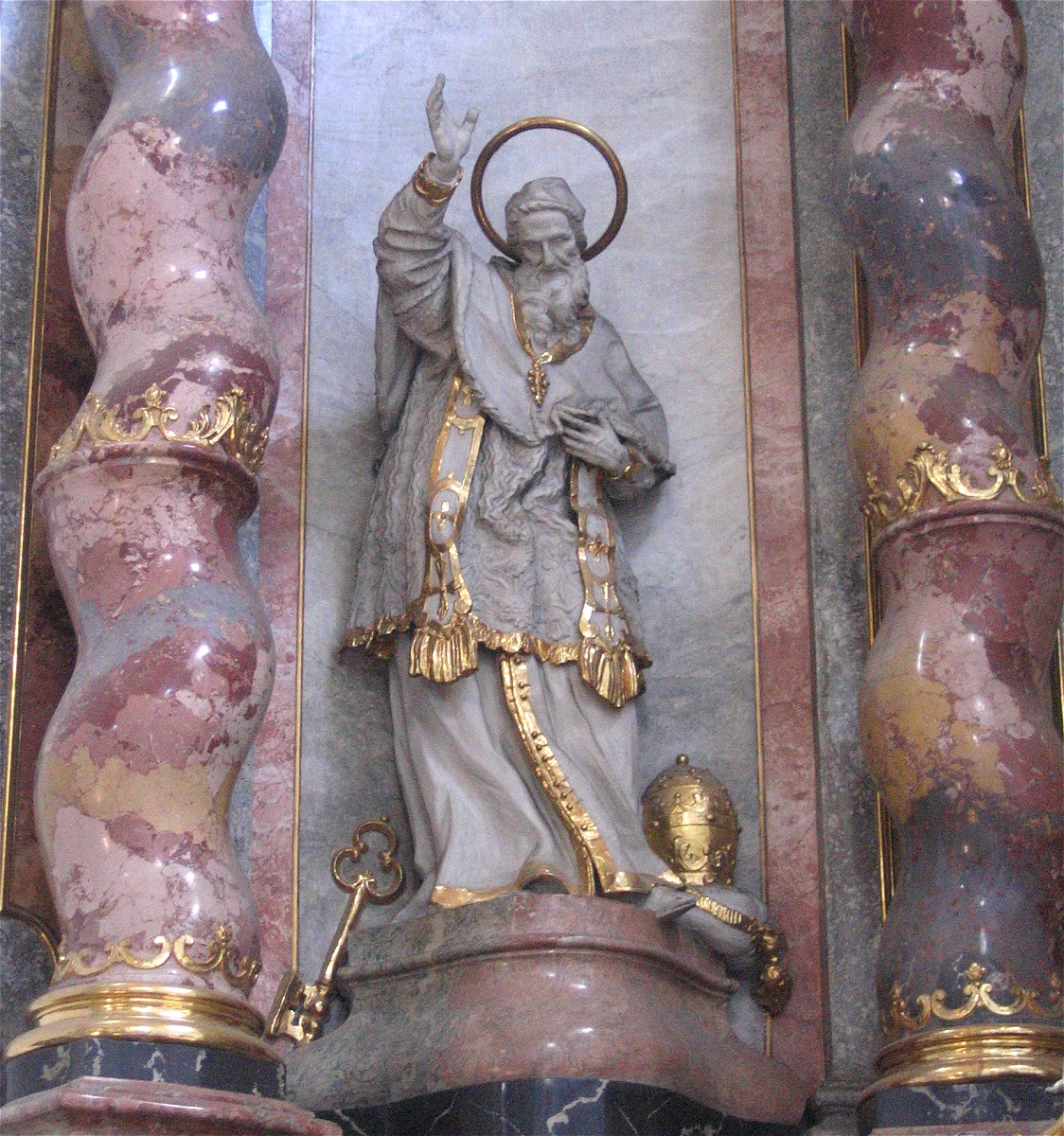
Фигура на алтаре
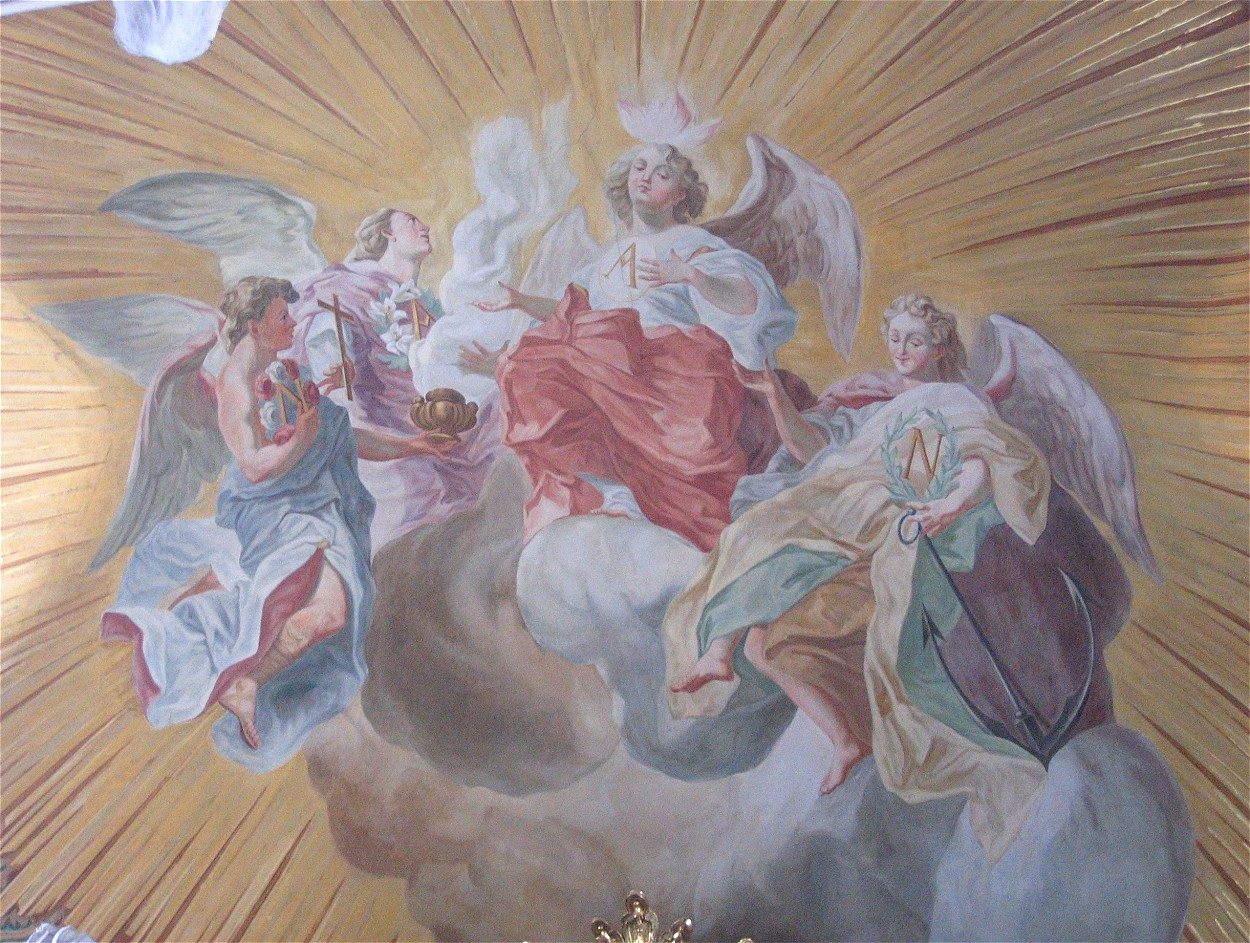
Фреска
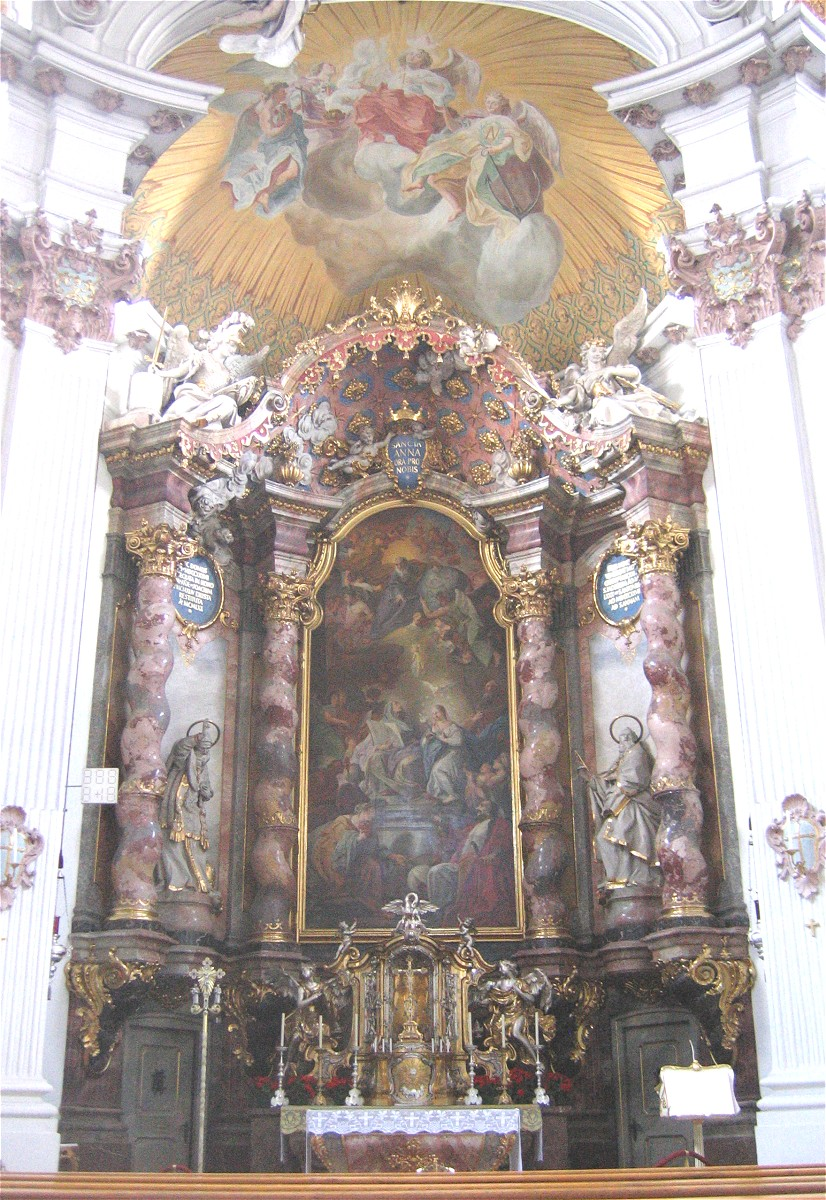
Алтарь